# پونگسان-وپ
پونگسان-وپ (به لاتین: Pungsan-eup) یک منطقهٔ مسکونی در کره جنوبی است که در آندونگ واقع شده‌است.